# Stoneham Mountain Resort
Stoneham Mountain Resort är en vintersportort norr om staden Québec i provinsen Québec i Kanada. 

## Sport och fritid
Tävlingar vid juniorvärldsmästerskapen i alpin skidsport 2000 avgjordes här. Här avgjordes även världsmästerskapen i snowboard 2013.

### Fotnoter
1. ↑  ”Results FIS Alpine Junior World Ski Championships” (på engelska). FIS. 21-27 februari 2000. http://data.fis-ski.com/alpine-skiing/results.html?place_search=&seasoncode_search=2000&sector_search=AL&date_search=&gender_search=&category_search=WJC&codex_search=&nation_search=&disciplinecode_search=&date_from=today&search=Search&limit=50. Läst 11 februari 2014.
2. ↑  ”FIS World Snowboard Championships” (på engelska). FIS. 17-27 januari 2013. http://data.fis-ski.com/alpine-skiing/results.html?place_search=&seasoncode_search=2013&sector_search=SB&date_search=&gender_search=&category_search=WSC&codex_search=&nation_search=&disciplinecode_search=&date_from=01&search=Search&limit=50. Läst 11 februari 2014.